# Réacteur D2G

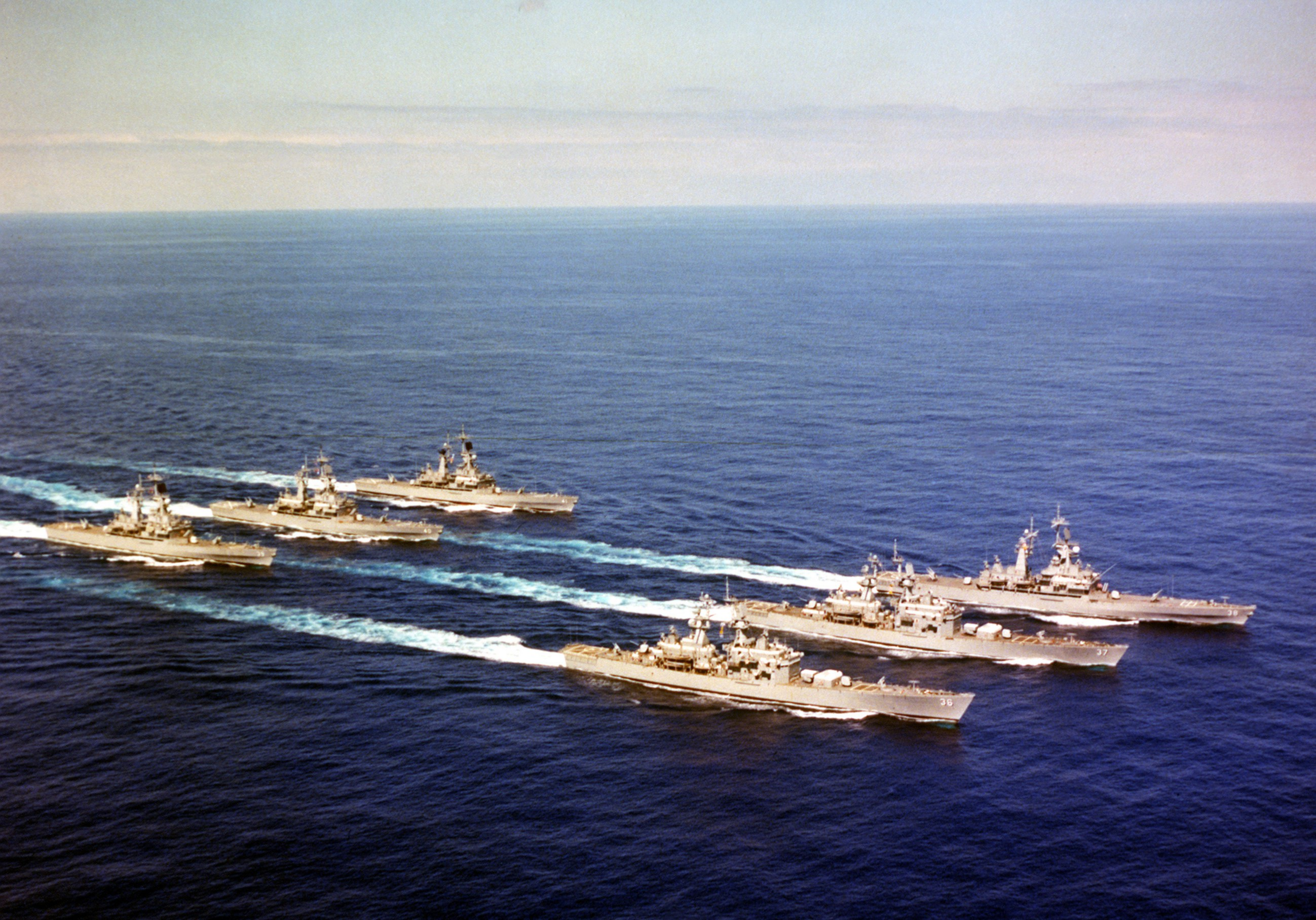
Six des huit navires équipés de réacteurs D2G : les unités des classes California et Virginia. De gauche à droite : l'USS Texas, l'USS Mississippi, l'USS Arkansas, l'USS California, l'USS South Carolina et l'USS Virginia.

Le D2G Reactor est un réacteur nucléaire conçu par General Electric et utilisé par l’United States Navy pour fournir de l’électricité ainsi que la propulsion sur plusieurs de ses croiseurs lance-missiles.
L’acronyme D2G signifie :
- D = destroyer (Destroyer)
- 2 = numéro de la génération pour le fabricant
- G = General Electric pour le nom du fabricant

Ce type de réacteur fut installé sur l'USS Bainbridge (CGN-25), l'USS Truxtun (CGN-35), les navires de la classe California (les USS California (CGN-36) et USS South Carolina (CGN-37) et de la classe Virginia (les USS Virginia (CGN-38), USS Texas (CGN-39), USS Mississippi (CGN-40) et USS Arkansas (CGN-41).
Chaque navire emportait deux réacteurs D2G,,. Le seul croiseur de l'US Navy à ne pas fonctionner grâce à un réacteur D2G mais un réacteur C1W est l'USS Long Beach (CGN-9).
Un réacteur développe à lui seul une puissance de 35 000 SHP, soit environ 26,1 MW.